# Задний Двор (Нюксенский район)
Задний Двор — деревня в Нюксенском районе Вологодской области.
Входит в состав Городищенского сельского поселения, с точки зрения административно-территориального деления — в Космаревский сельсовет.
Расстояние до районного центра Нюксеницы по автодороге — 46 км, до центра муниципального образования Городищны по прямой — 6 км. Ближайшие населённые пункты — Космаревская Кулига, Матвеевская, Левково.
По переписи 2002 года население — 12 человек.